# Domogled-Cserna Nemzeti Park
A Domogled-Cserna Nemzeti Park 61 211 hektár területen fekszik, három megye: Krassó-Szörény megye, Mehedinți megye és Gorj megye területére terjed ki.

## Története
Domogled-Cserna Nemzeti Parkot 1932-ben alapították. Domogléd-Ceszna néven egy 2.743 hektáros területet minisztertanácsi rendelettel nyilvánítottak rezervátummá. Ezt a védett területet 1982-ben 60.100 hektárra terjesztették ki és egyúttal Nemzeti Parkká is minősítették.

## Leírása
A park négy hegység: a Godján-, a Cserna-, a Mehádiai- és a Vâlcan-hegység – területén fekszik és Románia legnagyobb nemzeti parkjának számít. 
A nemzeti park területén tizenhárom természetvédelmi terület található: 
- Domogled–Cserna-völgy
- Coronini–Bedina
- Iauna Craiova
- Belareca
- Cloşanilor-kő
- Ciucevele Cernei Tudományos Rezervátum (IUCN I-es kategória)
- Stan-csúcs
- Ceszna-völgy
- Corcoaiei-szoros Különleges Élőhely (IUCN IV-es kategória)
- Bârzoni-, a Cloşani-, a Martel- valamint a Cioaca cu brebenei-barlang Emlékpark (IUCN III-as kategória)

## Vízesések
- Vânturătoarea
- Roşeţ

## Barlangok
- Betyárok odúja
- Soronişte
- Şerban

## Szorosok
- Prisacinei
- Ceszna
- Corcoaia